# هيلين ديشان آدامز
هيلين ديشان آدامز (بالفرنسية: Hélène Deschamps Adams)‏ هي عضوة في المقاومة الفرنسية ‏ وجاسوسة فرنسية، ولدت في 30 يناير 1921 في تيانجين في الصين، وتوفيت في 16 سبتمبر 2006 في مانهاتن في الولايات المتحدة.